# Sidrack Marinho dos Santos
Sidrack Marinho dos Santos (Ilhéus, 20 de julho de 1953) é um ex-árbitro de futebol brasileiro.
Apitou muitos jogos decisivos no Brasil durante a década de 1990, tais como a final do Campeonato Brasileiro de 1997, a final da Copa do Brasil de 1996 e a de 1998. Sidrack Marinho também apitou o primeiro jogo da final do Campeonato Brasileiro de 1995.